# Wintergroen
Wintergroen (Pyrola) is een geslacht van kruidachtige, groenblijvende planten uit de heidefamilie (Ericaceae).
De botanische naam Pyrola betekent peer (Pyrus) en verwijst naar de peervormige bladeren van sommige soorten.

## Kenmerken
De planten hebben een karakteristieke geur door de productie van methylsalicylaat. Het zijn vrij kleine planten, met rozetvormige, ronde of ovale bladeren. De plant vormt een stengel die een tros met enkelvoudige, witte, crèmekleurige of roze bloemen draagt.
Het onderscheidende kenmerk van Pyrola-soorten is de stijl die vaak gekromd is, voorbij de kroonbladen uitsteekt en waarvan de stempel vertakt is.

## Soorten
In België en Nederland komen de volgende soorten in het wild voor:
- Rond wintergroen (Pyrola rotundifolia)
- Klein wintergroen (Pyrola minor)

## Tuin
In tuinen worden de soorten Pyrola calliantha, Pyrola calliantha, Pyrola media, Pyrola minor, Pyrola rotundifolia en Pyrola rugosa aangeplant.

## Ecologischeaspecten
Het geslacht komt van nature voor in de gematigde en arctische gebieden van het noordelijk halfrond.
In Noord-Amerika komen ze voor van de Rocky Mountains tot in Californië. Het is niet uitgesloten dat kolonisten verantwoordelijk zijn voor de aanwezigheid van enkele soorten in het noordoosten van de Verenigde Staten.
De planten in dit geslacht zijn waardplant voor onder andere de bladmineerder Coleophora vitisella.
De bestuiving vindt plaats door insecten, vooral door vliegen.
De complexe stempel kan een aanpassing zijn die er op gericht is dat alleen insecten binnenkomen die klein genoeg zijn om er in te kruipen, waardoor het stuifmeel altijd langs de stempel komt. De zaden zijn zeer talrijk en zeer klein.
Wintergroen prefereert vochtige en schaduwrijke locaties in bossen of duinen. De verspreiding is vaak zeer plaatselijk. In de noordelijke gebieden kan ze talrijker zijn.
De planten leven in symbiose met bepaalde bodemschimmels, wat de verspreiding bemoeilijkt, evenals trouwens het kweken in tuinen.
... · 
Acrothamnus · 
Acrotriche · 
Agapetes · 
Agarista · 
Andersonia · 
Andromeda · 
Arbutus · 
Arctostaphylos · 
Calluna · 
Cassiope · 
Chimaphila · 
Daboecia · 
Dracophyllum · 
Empetrum · 
Enkianthus · 
Erica (Dophei) · 
Kalmia · 
Leptecophylla · 
Moneses · 
Monotropa · 
Orthilia · 
(Oxycoccus (Veenbes)) · 
Pieris · 
Pyrola (Wintergroen) · 
Rhododendron (Rododendron) · 
Vaccinium (Bosbes) . 
Woollsia . 
...